# Adils
Adils, Aðils, Adillus, Aðísl at Uppsölum, Athisl, Athislus, Adhel, ou Eadgils était un roi légendaire de Suède qui aurait vécu au VIe siècle.
Beowulf et les sources norroises anciennes le présentent comme le fils du roi Ohthere, de la dynastie des Ynglingar. Dans les sources, il guerroie contre Onela avec l'aide d'alliés étrangers : dans Beowulf, il accède au trône de Suède en défaisant son oncle Onela avec l'aide des Geats ; dans deux sources scandinaves (Skáldskaparmál et Skjöldunga saga), il défait également Onela mais avec l'aide de Danois. Toutefois, les sources scandinaves racontent essentiellement son interaction avec le roi légendaire danois Hrólfr Kraki, et Adils est alors décrit négativement en souverain riche et avare.